# Rubus treutleri
Rubus treutleri är en rosväxtart som beskrevs av Joseph Dalton Hooker. Rubus treutleri ingår i släktet rubusar, och familjen rosväxter. Inga underarter finns listade i Catalogue of Life.